# Константин Хаджикалчов
Константин (Кочо) Хаджикалчов (1856-1940) е български общественик.

## Биография
Константин Хаджикалчов е роден е през 1856 г. в град Пловдив. Първоначално учи в Роберт колеж в Цариград, а след това право в Париж. Член е на Пловдивския частен революционен комитет. След разгрома на Априлското въстание през 1876 година е хвърлен в затвора.
След 1878 г. става член на комитета „Единство“. Между 1879 и 1884 е депутат в Областното събрание на Източна Румелия и член на Постоянния комитет. Между 2 юни и 30 октомври 1893 г. е кмет на Пловдив..